# Duke Nukem (jeu vidéo)
 (mai 2019).
Si vous disposez d'ouvrages ou d'articles de référence ou si vous connaissez des sites web de qualité traitant du thème abordé ici, merci de compléter l'article en donnant les références utiles à sa vérifiabilité et en les liant à la section « Notes et références ».
Duke Nukem est un jeu vidéo d'action / plate-forme, développé par Apogee Software, sorti sur PC en 1991.
Duke Nukem commence ses aventures dans ce jeu vidéo.

## Présentation
Le Dr Proton, un brillant scientifique, travaille sur une nouvelle génération de robots : les techbots. Après un accident, il est gravement irradié et devient fou. Il fabrique alors sa propre armée cybernétique et se met en tête de conquérir le monde.
La CIA engage le héros, Duke Nukem, pour l'arrêter. Largué au-dessus des ruines d'une grande ville ravagée par l'armée de Proton, il tente de se frayer un chemin. Le jeu est ainsi divisé en 3 épisodes de 10 niveaux chacun :
- Shrapnel City : Duke progresse dans les ruines de la ville, à la recherche de l'usine secrète de Proton.
- Mission: Moonbase : Proton s'est réfugié dans sa base lunaire.
- Trapped in the future! : Après une nouvelle défaite, Proton décide de voyager dans le futur pour construire des techbots plus puissants.

Pour son époque, Duke Nukem est un jeu de plate-forme réussi, proposant de nombreux environnements, de très bon graphismes (toujours pour l'époque) et de l'action en permanence. Les thèmes, le style des dialogues et le type de personnage rappelle les BD américaines de science-fiction des années 1970, qui ont probablement dû baigner l'enfance des concepteurs…

## Système de jeu
Ce jeu est en 2D. Duke Nukem possède de gros muscles, une puissante arme à feu et 8 points de santé. Il faut détruire une assez grande variété d'ennemis, et des bonus sont présents en grand nombre dans les niveaux. À chaque fin d'épisode, Duke combat le docteur Proton. Duke aura besoin de clés ou de cartes magnétiques pour ouvrir certaines portes et désactiver des lasers, par exemple pour sortir d'un niveau. Des téléporteurs sont présents dans certains niveaux.

## Bonus et boîtes
Un certain nombre de bonus sont ramassables. Certains d'entre eux se trouvent dans des boîtes. Dans ce cas, il faut tirer dessus pour pouvoir ramasser le bonus qu'elles contiennent. Ouvrir une boîte ne rapporte pas de point, à moins qu'elle soit en l'air au moment où elle est touchée : dans ce cas, elle rapporte 500 points.

### Boîtes rouges
Les bonus rouges peuvent ou non se trouver dans une boîte. Ils rapportent peu de points mais redonnent la santé au joueur.
- Canette de soda : Ramasser cette canette rapporte 1 point de vie et 200 points. Le joueur peut également tirer dessus ; la canette commencera à s'envoler (vers le haut), mais rapportera 1 000 points si Duke la rattrape.
- Dinde : Ramasser une cuisse de dinde rapporte 1 point de vie et 100 points. Mais si Duke tire dessus, celle-ci devient une dinde entière (on voit apparaître 2 cuisses), et son effet est doublé : elle rapporte 2 points de vie et 200 points.

### Boîtes bleues
Les bonus bleus peuvent également se trouver dans une boîte ou à l'air (à l'exception du ballon). Leur unique rôle est de rapporter des points.
- Ballon de rugby : 100 points.
- Drapeau violet : (parfois au hasard, parfois défini par le niveau) 100, 500, 2 000 ou 5 000 points.
- Radio : (parfois au hasard, parfois défini par le niveau) 100, 500, 2 000 ou 5 000 points.
- Joystick : 2 000 points.
- Disquette : 5 000 points.
- Ballon de baudruche : 10 000 points. Ce bonus se trouve forcément dans une boîte. Quand celle-ci est touchée, le ballon sort et commence à s'envoler. S'il touche un le plafond ou est touché par Duke avant d'être récupéré, il éclate et ne peut plus rapporter de point. Le ballon fait deux cases de haut et est donc impossible à récupérer si le plafond est trop bas.

### Boîtes grises et bonus flottants
On ne sait si une boîte grise va nous donner un bonus ou une bombe. Certaines sont vides. Tous les bonus qui suivent rapportent 1000 points (sauf la bombe qui ne vaut rien) et se trouvent forcément dans une caisse (à l'exception des clés).
- Bombe : Au bout d'une seconde, elle explose et répand des flammes qui peuvent faire perdre un point de vie à Duke.
- Molécule nucléaire : La ramasser rend l'intégralité de sa santé à Duke.
- Clés : Ce sont les seuls bonus qui flottent en l'air et qu'on ne trouve jamais dans une caisse. Elles permettent d'ouvrir des portes. Il peut y en avoir au maximum quatre par niveau : les clés rouge, verte, bleue et violette.
- Clé d'accès : C'est une carte magnétique permettant de désactiver une barrière électrique, qui empêche de sortir de certains niveaux.
- Pistolet nucléaire : Quand Duke en ramasse un, il peut tirer plus de missiles à la suite, avec un maximum de 4.

Les trois bonus qui suivent sont très spéciaux. On les trouve une fois par épisode, et impossible de réussir un niveau les contenant si on ne les attrape pas, car ils ouvrent l'accès à de nouvelles plates-formes.
- Super-Bottes : Ces bottes permettent à Duke de sauter beaucoup plus haut (4 cases au lieu de 3).
- Main robotique : En la posant au bon endroit, on peut faire apparaître une nouvelle plate-forme.
- Crochet d'attaque : Il qui permet de s'accrocher à certains plafonds.

Duke peut également ramasser les lettres « D », « U », « K » et « E ». Chacune rapporte 500 points, mais s'il les ramasse dans l'ordre, il gagnera 20 000 points : 10 000 points après les avoir ramassé dans l'ordre, plus 10 000 points de bonus en fin de niveau.

## «Duke Nukem» ou bien «Duke Nukum»?
On remarque que le nom du jeu change selon la version du jeu. L'écriture originale du nom était « Duke Nukem » ; cependant, durant la mise à jour du jeu (version 1.0) vers la version 2.0, Apogee trouva un personnage déjà nommé « Duke Nukem », dont le nom semblait être déposé (loi du copyright). Donc, pour la version 2.0 de jeu, le nom fut changé en « Duke Nukum ». Ensuite, pendant la programmation du jeu Duke Nukem 2, ils ont découvert que ce personnage n'était pas soumis au copyright. « Duke Nukum » redevint donc « Duke Nukem ».